# Fridtjof Thoen
Fridtjof Thoen (ur. 25 września 1961 w Oslo) – norweski judoka. Olimpijczyk z Los Angeles 1984, gdzie zajął 34. miejsce w wadze półśredniej.
Uczestnik mistrzostw świata w 1981. Startował na mistrzostwach Europy w 1982, 1984 i 1985. Dwukrotny medalista mistrzostw nordyckich. Mistrz kraju w 1984.

## Letnie Igrzyska Olimpijskie 1984
| Konkurencja | Eliminacje              | Klas. końcowa |
| Konkurencja | Przeciwnik I            | Miejsce       |
| ----------- | ----------------------- | ------------- |
| 78 kg       | Süheyl Yeşilnur (TUR) P | 34.           |